# Inger Lassen
Inger Valborg Lassen (27. juli 1911 i Varde – 29. december 1957 i Hellerup) var en dansk skuespillerinde.
Debut 1932 i Svendborg.
Herefter engagementer på Dagmarteatret, Frederikberg Teater, Nørrebros Teater, Nygade Teatret, Det ny Teater og Folketeatret.
Hun var i 19 år gift med skuespilleren Angelo Bruun.

## Udvalgt filmografi
- Barnet – 1940
- Den gamle mølle på Mols – 1953
- Ved Kongelunden – 1953
- Der kom en dag – 1955
- Kristiane af Marstal – 1956
- Kispus – 1956
- Der var engang en gade – 1957